# Schweizer Grand Prix Design
Der Schweizer Grand Prix Design zeichnet seit 2007 das Werk von Designern aus, das im nationalen und internationalen Kontext die Qualität und Relevanz Schweizer Designpraxis repräsentieren sollen. Der Preis ist mit je CHF 40’000 dotiert. Die Auszeichnung wird vom Bundesamt für Kultur auf Empfehlung der Eidgenössischen Designkommission vergeben und basiert nicht auf Bewerbungen.
Die Arbeiten und Projekte der nominierten und prämierten Teilnehmer werden in einer parallel zur Art Basel stattfindenden Ausstellung ausgestellt.

## Preisträger

### 2025
- Anna Monika Jost (Grafikdesignerin)
- Bruno Monguzzi (Grafikdesigner und Typograf)
- Batia Suter (Künstlerin und Fotografin)[3]

### 2024
- Paola De Martin (Designerin und Designforscherin)
- Lucie Meier (Modedesignerin und Creative Director)
- Luciano Rigolini (Fotograf und Filmproduzent)[4]

### 2023
- Etienne Delessert (Illustrator)
- Eleonore Peduzzi Riva (Designerin und Architektin)
- Chantal Prod'Hom (Kunsthistorikerin und Vermittlerin)[5]

### 2022
- Susanne Bartsch (Modeikone)
- Verena Huber (Innenarchitektin)
- Beat Streuli (Fotograf)[6]

### 2021
- Julia Born (Grafikdesignerin)
- Peter Knapp (Fotograf)
- Sarah Owens (Dozentin und Forscherin)[7]

### 2020
- Ida Gut (Modedesignerin)
- Monique Jacot (Fotografin)
- Kueng Caputo (Produktdesignerinnen)[8]

### 2019
- Rosmarie Baltensweiler (Leuchtengestalterin und Unternehmerin)
- Connie Hüsser (Interiostylistin)
- Thomi Wolfensberger (Steindrucker)[9]

### 2018
- Cécile Feilchenfeldt (Textildesignerin)
- Felco (Hersteller von Baumscheren)
- Rosmarie Tissi (Grafikdesignerin)

### 2017
- David Bielander (Schmuckgestalter und Künstler)
- Thomas Ott (Comiczeichner und Illustrator)
- Jean Widmer (Grafikdesigner und Art Director)

### 2016
- Claudia Caviezel (Textildesignerin)
- Hans Eichenberger (Produktdesigner)
- Ralph Schraivogel (Grafikdesigner)

### 2015
- Luc Chessex (Fotograf)
- Lora Lamm (Grafikerin)
- Team’77 (Typografen und Schriftgestalter)[10]

### 2014
- Erich Biehle (Textildesigner)
- Alfredo Häberli (Produktdesigner)
- Wolfgang Weingart (Typograf)

### 2013
- Trix und Robert Haussmann (Produktdesigner)
- Armin Hoffmann (Grafikdesigner)
- Martin Leuthold (Textildesigner)

### 2012
- Franco Clivio (Produktdesigner)
- Gavillet & Rust (Grafikdesigner)
- Karl Gerstner (Grafikdesigner)

### 2011
- Jörg Boner (Produktdesigner)
- NORM (Dimitri Bruni, Manuel Krebs, Grafikdesigner)
- Ernst Scheidegger (Fotograf)
- Walter Steiger (Schuhdesigner)

### 2010
- Susi und Ueli Berger (Möbeldesigner)
- Jean-Luc Godard (Filmemacher)
- Sonnhild Kestler (Textildesignerin)
- Otto Künzli (Schmuckgestalter)

### 2009
- Robert Frank (Fotograf)
- Christoph Hefti (Textildesigner)
- Ursula Rodel (Modedesignerin)
- Thut Möbel (Möbeldesign)

### 2008
- Holzer Kobler Architekturen (Barbara Holzer, Tristan Kobler, Ausstellungsgestalter)
- Albert Kriemler (AKRIS, Modedesigner)
- Alain Kupper (Grafikdesigner, Musiker, Künstler, Galerist)
- Walter Pfeiffer (Fotograf)[11]

### 2007
- Ruth Grüninger (Modedesignerin)
- Nose AG (Kommunikationsdesign, Servicedesign)
- Bernhard Schobinger (Schmuckgestalter)
- Cornel Windlin (Grafikdesigner)